# Maréchal Bugeaud (rose)
'Maréchal Bugeaud' est un cultivar de rosier obtenu en 1843 par le rosiériste français Flon, demeurant à Angers. Il rend hommage au maréchal Bugeaud, conquérant et gouverneur de l'Algérie sous Louis-Philippe de 1840 à 1847.

## Description
Ce rosier thé présente de jolies fleurs d'un rose lilas aux nuances chamois,, grosses et très pleines dont les bourgeons sont pointus aux sépales saillants.
Son buisson érigé possède un feuillage de trois à cinq feuilles avec de longues feuilles ovales et pointues. Ses rameaux ont des épines crochues légèrement élargies. Il supporte les hivers froids jusqu'à -15° si son pied est protégé.
Ce rosier n'est plus commercialisé, mais il est présent dans de nombreuses roseraies possédant des roses anciennes et fort apprécié grâce au coloris délicat de ses fleurs légèrement parfumées. Il a été très prisé du milieu du XIXe siècle jusqu'au début du XXe siècle. Il semble que ce soit un descendant de la rose 'Adam' (Adam, 1838). Sa taille doit être très modérée, sinon il fleurit moins.